# Volcanisme sur Io
Vous lisez un « bon article » labellisé en 2010.

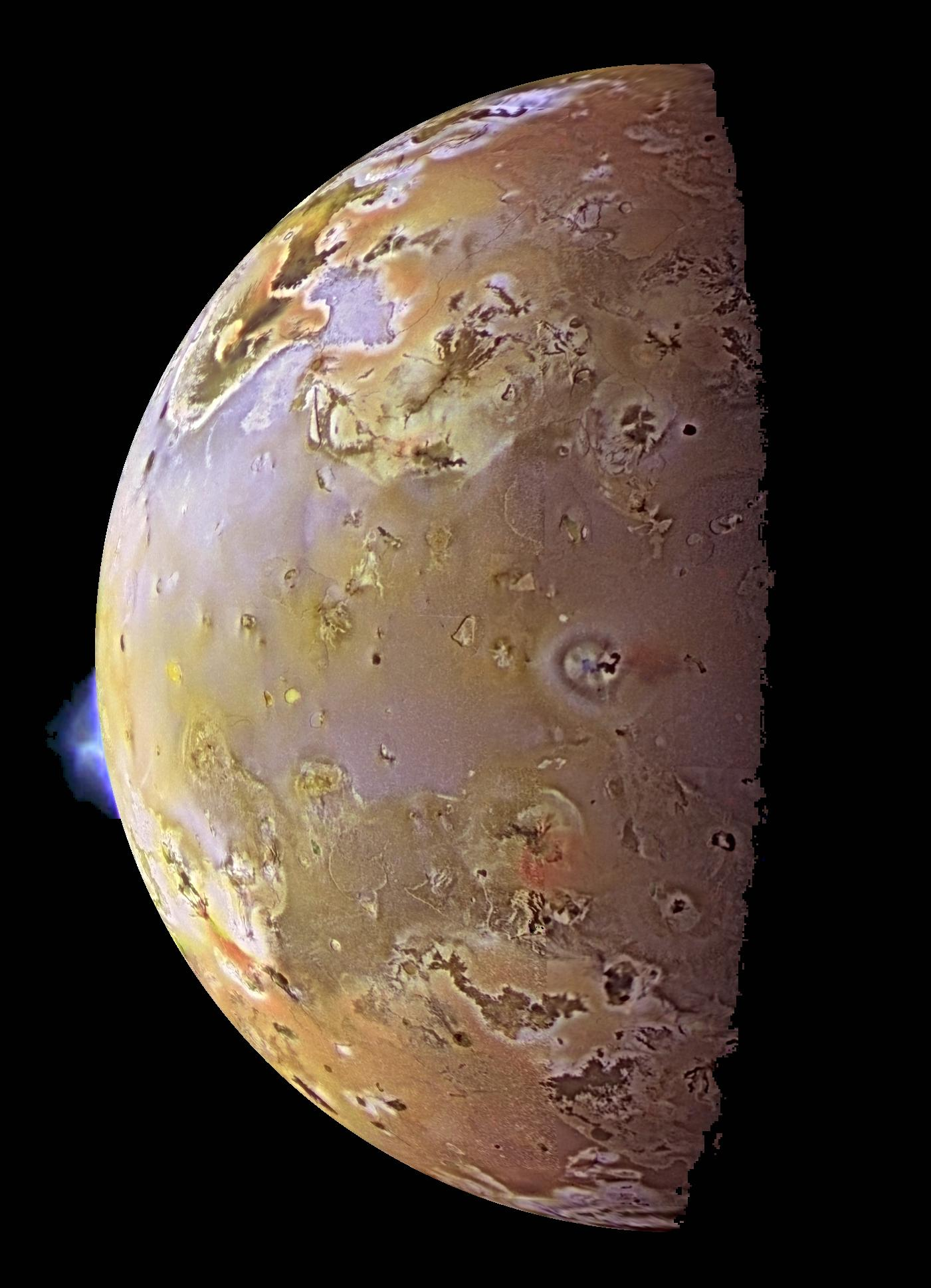
Image satellite de Io montrant le panache généré par une gigantesque éruption volcanique s'élevant au-dessus de la surface.

Le volcanisme sur Io, un des satellites de Jupiter, produit trois principaux types d'éruptions. Pouvant provenir d'une fosse volcanique (appelée patera), certaines coulées de lave, basaltiques, courent sur des dizaines et parfois même des centaines de kilomètres. Elles sont similaires aux laves terrestres issues des volcans boucliers, tel que le Kīlauea à Hawaï. Les éruptions du second type sont formées de silicates ultramafiques aux températures particulièrement élevées, jusqu'à 1 600 K (1 327 °C). Les éruptions du troisième type propulsent jusqu'à 500 kilomètres des composés de soufre, de dioxyde de soufre et de matières pyroclastiques. Ces éjectas produisent de gigantesques panaches volcaniques en forme de parapluie. Ils fournissent le matériau qui colore les terrains environnants de rouge, de noir et de blanc, forme une atmosphère de surface éparse et prend part à la vaste magnétosphère de Jupiter.
Cette importante activité volcanique a été découverte en 1979 par les instruments d'imagerie scientifique de Voyager 1. Différentes observations, que ce soit depuis la Terre ou à l'occasion de survols de sondes spatiales, ont pu confirmer la localisation de plus de 150 volcans actifs et ont permis de constater de nombreux changements de surface induits par leur activité. De fait, en considérant l'étendue des zones aujourd'hui encore insuffisamment connues, jusqu'à 400 volcans en activité pourraient en recouvrir la surface. Io est l'un des rares astres du système solaire disposant d'un volcanisme actif avéré, les quatre autres étant la Terre, la lune Encelade, la lune Triton et Vénus.
Ce volcanisme est induit par les gigantesques forces de marées générées par l'orbite excentrique de la lune galiléenne au voisinage de la géante Jupiter. Ces marées engendrent d'importantes compressions et dilatations du manteau et provoquent un échauffement par friction interne. En cela, ce volcanisme diffère de celui connu sur Terre, qui provient pour sa part, principalement, de la désintégration des isotopes radioactifs,. Sans ses pressions de marées, Io aurait été semblable à la Lune, un monde de même taille et de même masse, géologiquement mort et couvert de nombreux cratères d'impacts. Au contraire, l'intense activité volcanique a permis la formation de vastes régions couvertes de laves, faisant de cette lune le corps le plus ardent du système solaire. Les éruptions volcaniques sont incessantes et refaçonnent continuellement la surface de cette lune.

## Découverte

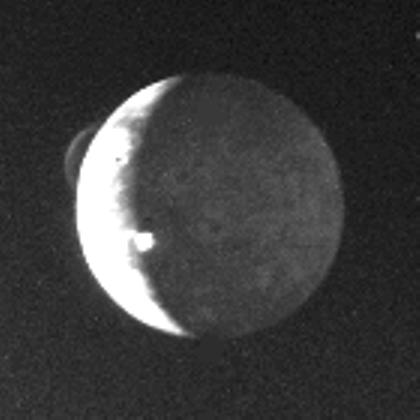
Image satellite de la découverte de l'activité volcanique.

Avant que Voyager 1 ne croise l'orbite de Io le 5 mars 1979, le satellite était considéré, à l'instar de la Lune, comme un monde mort. La découverte d'un nuage de sodium recouvrant Io est d'abord interprété comme la signature d'une surface composée d'évaporites.
Les premières découvertes sont faites depuis la Terre et sont basées sur les observations dans l'infrarouge prises dans les années 1970. Un flux thermique anormalement élevé par rapport aux autres lunes galiléennes est découvert lors des mesures effectuées à une longueur d'onde de 10 μm dans l'infrarouge alors que Io est entièrement dans l'ombre de Jupiter. À l'époque, ce flux de chaleur est, en première hypothèse, attribué à la surface qui devait avoir une inertie thermique supérieure à celle d'Europe et de Ganymède. Cette hypothèse est infirmée sur la base des mesures prises à des longueurs d'onde de 20 μm. Ces mesures suggèrent en effet que Io a des propriétés de surface similaires à d'autres lunes galiléennes. Il a depuis été démontré que ce flux plus élevé aux longueurs d'onde plus courtes est attribuable à la chaleur dégagée par les volcans de Io combinée à la réfraction solaire. Cette même réfraction fournit une fraction beaucoup plus importante des flux infrarouges à des longueurs d'onde plus importantes. Une forte augmentation de l'émission thermique de Io à 5 μm est observée le 20 février 1978 par une équipe dirigée par Witteborn. L'équipe d'astronomes envisage la possibilité d'une activité volcanique, auquel cas il s'agit d'un écoulement engendrant une élévation de la température à 600 K (327 °C) sur une surface de 8 000 km2. Toutefois, à l'époque, les auteurs considèrent cette hypothèse comme peu probable et orientent leurs explications sur les émissions provenant de Io en interaction avec la magnétosphère de Jupiter.
Peu avant le passage de Voyager 1, Stan Peale, Patrick Cassen et R. T. Reynolds publient un article dans la revue Science. L'article établit que les températures élevées qui étaient alors observées depuis la Terre puissent être expliquées par une surface volcanique. Ils présentent un modèle où Io posséderait une structure interne différenciée avec des types de roche distinctes plutôt qu'un mélange homogène. Leurs hypothèses de calcul sont fondées sur les modèles internes du satellite tenant compte de l'énorme quantité de chaleur produite par l'attraction variable que Jupiter y exerce. Cette variance est causée par une orbite légèrement excentrique. Les projections mathématiques établissent que la chaleur produite par les forces de marées sur un manteau composé de matériaux homogènes produit une quantité de chaleur trois fois supérieure à celle issue de la seule désintégration des isotopes radioactifs. Elles établissent aussi que cet effet d'échauffement gravitationnel est encore plus important sous l'hypothèse d'une structure interne différenciée.

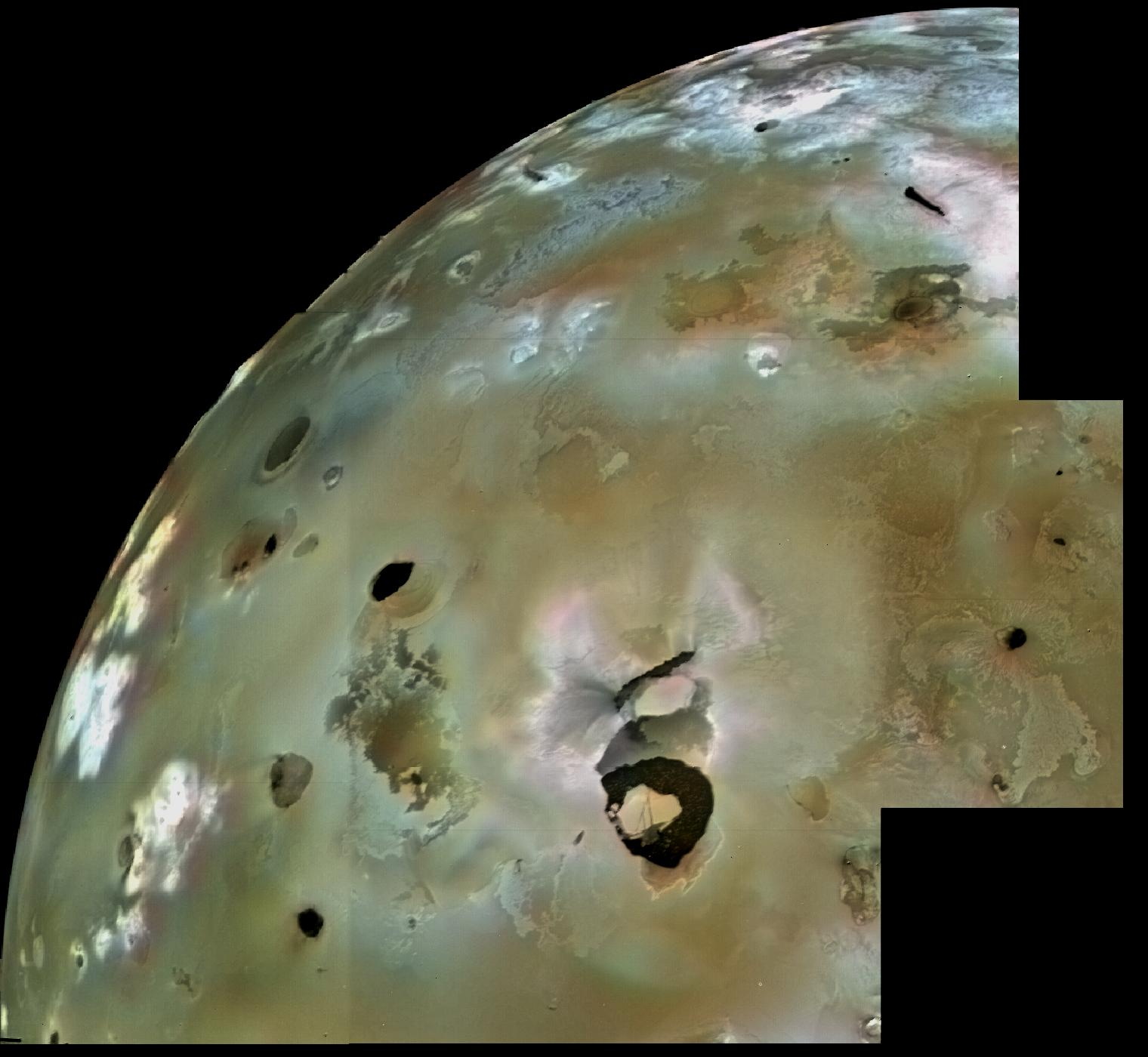
Observation de Patera Loki par Voyager 1 avec ses coulées de laves et son sommet volcanique.

Les premières images que Voyager 1 réalise de Io révèlent les caractéristiques d'une surface très jeune, notablement exempte de cratères d'impacts météoriques. En effet, le dénombrement de ce type de cratère est utilisé par les géologues pour estimer l'âge d'une surface planétaire : plus le nombre de structures d'impacts est élevé, plus la surface planétaire est ancienne. Au lieu de cela, Voyager 1 observe une surface multicolore recoupée par des dépressions de formes irrégulières qui ne disposent pas des bords relevés caractéristiques des cratères d'impacts. La sonde observe également des trainées caractéristiques formées par des fluides à faible viscosité et de hautes montagnes isolées qui ne ressemblent pas aux volcans terrestres. L'observation de la surface suggère que, conformément aux théories de Peale et son équipe, Io est fortement remodelée par un volcanisme intense.
Le 8 mars 1979, trois jours après avoir dépassé Jupiter, Voyager 1 réalise des clichés des lunes de Jupiter pour aider les contrôleurs de mission à déterminer la localisation exacte de la sonde. Ce processus est appelé « navigation optique ». Alors qu'elle traite des images de Io pour améliorer la visibilité des étoiles d'arrière-plan, l'ingénieur de navigation Linda Morabito met en évidence un long panache de 300 kilomètres de hauteur. Au début, elle soupçonne le nuage d'être une lune située derrière Io mais aucun corps de taille convenable n'aurait pu occuper cette place. L'objet était un panache généré par un volcanisme actif sur une dépression sombre qui fut plus tard nommée « Pelé ». À la suite de cette découverte, sept autres panaches sont identifiés dans des images antérieures de Io prises par Voyager 1. Des émissions thermiques provenant de sources multiples, révélatrices du refroidissement de la lave, sont également trouvées. Des modifications de la surface sont observées lorsque des images acquises par Voyager 2 sont comparées à celles prises quatre mois auparavant par Voyager 1, y compris les dépôts de nouveaux panaches des patera Aten et Syrte.

## Origine du volcanisme
La principale origine de la chaleur permettant la fusion partielle des couches internes de Io est différente de celle sur Terre. Ainsi, en ce qui concerne la Terre, cette température élevée provient principalement de la chaleur résiduelle à la suite de son accrétion ainsi que de la désintégration des isotopes radioactifs,. Dans le cas de Io, cette chaleur tire essentiellement son origine de la dissipation des importantes forces de marée. Ces forces de marée sont provoquées par sa proximité avec Jupiter, par l'écart de masse entre les deux astres, par la révolution synchrone de Io autour de sa planète et par l'excentricité orbitale de Io.
Durant sa révolution autour de Jupiter, Io ne se trouve pas à la même distance de sa planète. Entre le périapside où la lune se trouve le plus près de Jupiter et l'apoapside ou moment où elle en est le plus loin, les déformations de Io se traduisent par deux renflements de cent mètres d'amplitude. Comme Io effectue une révolution synchrone en présentant toujours la même face à Jupiter, la lune ne peut faire varier sa vitesse pour minimiser ces déformations. Enfin, la proximité de Io avec Jupiter et l'écart de masse entre les deux astres expliquent l'importance des déformations, l'attraction gravitationnelle engendrée par Jupiter sur Io étant beaucoup plus importante que dans le cas inverse. Les importantes forces de marée que connait Io auraient dû modifier sa trajectoire afin de trouver une orbite permettant de minimiser les forces engendrées par Jupiter. Cependant, Io est maintenue sur son orbite par Europe et Ganymède, deux autres lunes de Jupiter, qui entretiennent aussi l'excentricité de son orbite par un phénomène de résonance. Ainsi, tandis que Ganymède effectue une révolution autour de Jupiter, Io en réalise quatre et quand Europe en effectue une, Io a fait deux fois le tour de la planète. Cette stabilisation de l'orbite de Io lui permet aussi de ne pas se rapprocher de Jupiter et de franchir la limite de Roche ce qui lui vaudrait de se disloquer lorsque les forces de marée l'emporteraient sur la cohésion interne du satellite.
Les masses rocheuses composant Io sont ainsi soumises à des frictions permanentes. À partir d'une certaine profondeur, les conditions de température et de pression combinées à ces forces de friction permettent la fusion partielle de ces roches sous la forme d'un magma. Ce dernier remonte jusqu'à la surface de Io et donne des laves au cours des éruptions volcaniques. La remontée de ce magma ne s'effectue pas par convection mantellique comme sur Terre mais par déplacement de masses fluides sous l'effet de la gravité. Le flux de chaleur émis par la totalité de la surface de Io est de 0,6  à   1,6×1014 W. Néanmoins, cette chaleur interne s'évacue en quelques endroits du satellite au niveau des volcans tandis que la température du reste de sa surface est relativement basse. Cette situation n'est pas rencontrée sur Terre, la convection mantellique distribuant le flux de chaleur sur toute la surface du globe. Les mesures de ce flux de chaleur émis par Io sont cependant supérieures aux calculs effectués en fonction des forces de marées subies actuellement par le satellite. Certains astrophysiciens expliquent ce phénomène par l'existence d'une chaleur latente produite lorsque les forces gravitationnelles exercées sur Io étaient beaucoup plus importantes qu'aujourd'hui.
Le soufre de l'atmosphère de Io est particulièrement riche en l'isotope 34S, ce qui s'explique par une perte sélective de 32S dans la haute atmosphère. La valeur de (34S/32S), 0,059 5 ± 0,003 8, implique que le volcanisme de Io est ancien (il a sans doute été toujours présent), et qu'il a été dans le passé jusqu'à cinq fois plus actif qu'aujourd'hui,.

## Composition de la lave

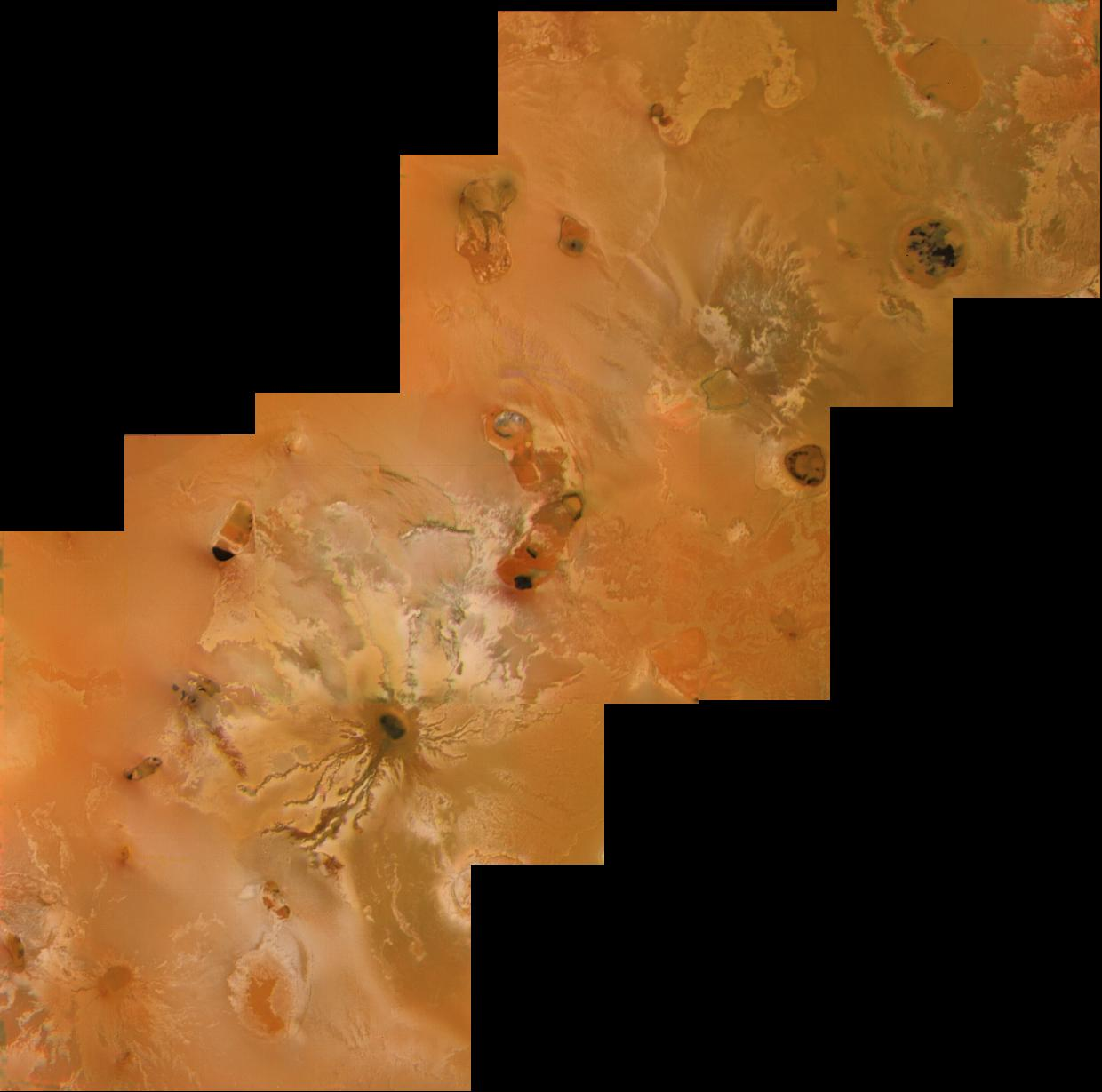
Image satellite prise par Voyager 1 montrant une fosse volcanique ainsi qu'une coulée de lave à proximité de la patera Ra.

Les analyses des images des sondes Voyager ont conduit les scientifiques à supposer que les coulées de lave étaient principalement constituées de diverses formes de soufre élémentaire en fusion. La coloration des coulées de lave a été jugée similaire à ses diverses allotropies. Les différences constatées dans la couleur et la luminosité des laves sont fonction de la température du soufre poly-atomique ainsi que de l'assemblage et des liaisons de ses atomes. Une analyse des coulées qui rayonnent à partir de la Patera Ra a révélé des matériaux de couleurs différentes, toutes associées avec du soufre liquide, à différentes distances de la bouche éruptive : albédo sombre à proximité avec 525 K (252 °C), coloration rouge vif dans la partie centrale de chaque coulée avec 450 K (177 °C) et des matériaux orange à l'extrémité de chaque coulée avec 425 K (152 °C). Ce modèle de couleur correspond aux rayonnements d'une coulée de lave jaillissant de sa caldeira et son refroidissement au fur et à mesure de son cheminement en surface. En outre, les mesures de température de l'émission thermique dans la Patera Loki prises par l'instrument Infrared Interferometer Spectrometer and Radiometer (IRIS) de Voyager 1 sont cohérentes avec un volcanisme expulsant du soufre. Toutefois, l'instrument IRIS n'a pas été capable de détecter des longueurs d'onde révélatrices de températures plus élevées qui auraient conduit à mettre en évidence un volcanisme de silicate. Malgré cela, les scientifiques estiment que les silicates doivent jouer un rôle dans l'apparente jeunesse de Io ainsi que dans sa haute densité. Ils doivent aussi contribuer à rigidifier les pans de soufre très inclinés qui s'amoncellent au bord des pateras. Les contradictions entre les structures de surface de l'astre et les températures (et le spectre) observées lors du survol des sondes Voyager ont conduit à un débat entre astrophysiciens. Ces débats concernaient principalement la composition des coulées de lave (silicates ou composés sulfureux).
Les études postérieures dans les années 1980 et 1990, basées sur des images infrarouges prises depuis la Terre, ont permis de faire évoluer le paradigme d'un volcanisme de soufre à un système de volcanisme plus complexe où dominent les silicates et où les traces de soufre ont un rôle secondaire. En 1986, des mesures d'une éruption brillante ont révélé des températures d'au moins 900 K (627 °C), c'est-à-dire au-delà du point d'ébullition du soufre qui est à 715 K (442 °C). Cela indiquait une lave composée de silicates pendant au moins une partie des coulées. Des températures similaires ont également été observées lors d'une éruption de Syrte en 1979 entre les deux passages des sondes Voyager ainsi que pendant une autre éruption observée par Witteborn et ses collègues en 1978,. En outre, la modélisation des coulées de lave de silicate a suggéré qu'elles refroidissaient rapidement. La coulée principale, solidifiée, causerait ainsi des émissions thermiques dominées par des composants de basse température. De petites zones couvertes par la lave en fusion encore proche de la température de l'éruption seraient les sources des contrastes observés.

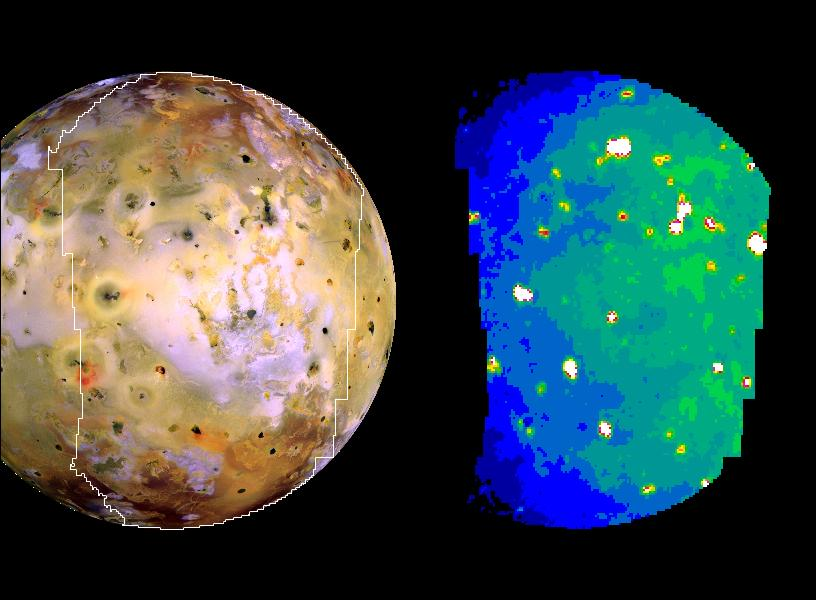
Carte des émissions thermiques de Io établie par Galileo.

Dans les années 1990 à 2000, un volcanisme de silicate, impliquant des laves basaltiques avec des composés de magnésium, a finalement pu être confirmé par la sonde Galileo. Les mesures de températures faites par les instruments Solid-State Imager (SSI) et Near-Infrared Mapping Spectrometer (NIMS) ont révélé de nombreux points chauds avec des composants à haute température allant de 1 200 K (927 °C) jusqu'à un maximum de 1 600 K (1 327 °C), observés dans l'éruption de la Patera Pillan en 1997. Les estimations initiales au cours de la mission d'approche de la sonde Galileo suggéraient des températures d'éruption proches de 2 000 K (1 700 °C). Elles se sont depuis révélées être largement surestimées car elles reposaient sur des modèles thermiques mal utilisés pour l'établissement des températures. Les observations spectrales de la matière sombre de Io ont suggéré la présence de pyroxènes comme l'enstatite et de silicates riches en magnésium dans les basaltes mafiques et ultramafiques. Ce matériau sombre a été observé dans des fosses volcaniques, sur des coulées de laves fraîches et des dépôts pyroclastiques entourant les éruptions volcaniques explosives de ces dernières années. Sur la base de la température mesurée de la lave et des mesures du spectre, certaines coulées de lave pourraient être analogues aux komatiites terrestres. Étant donné que la surchauffe provient de la compression, cela pourrait augmenter la température durant la montée du magma vers la surface pendant une éruption. Cela pourrait aussi constituer l'un des facteurs déterminants qui expliqueraient les températures très élevées parfois constatées.
Les mesures des températures des différents volcans ont finalement clos le débat « soufre contre silicates » qui persistait entre les missions Voyager et Galileo. La présence de silicate ne doit cependant pas minimiser le rôle du soufre et du dioxyde de soufre dans les phénomènes observés. Ces deux matériaux ont été détectés dans les panaches générés par les volcans, le soufre étant par exemple le principal élément constitutif des panaches du volcan Pelé. Les coulées de lave lumineuses ont été identifiées à Tsui Goab Fluctus, Patera Emakong et Patera Balder par exemple. Elles sont évocatrices d'une effusion de soufre ou d'un volcanisme de dioxyde de soufre.

## Type d'éruptions
Les observations de Io, qu'elles soient issues des sondes spatiales ou qu'elles soient le fait des astronomes depuis la Terre, ont conduit à identifier différentes sortes d'éruptions géantes. Les trois principaux types d'éruptions identifiés sont les éruptions intra-patera, les éruptions en écoulements continus et les éruptions dominées par des explosions. Elles diffèrent en termes de durée, d'énergie libérée, de température rayonnée (déterminée par l'imagerie infrarouge), de nature des coulées de lave et de localisation depuis les fosses volcaniques jusqu'aux reliefs volcaniques.

### Éruptions intra-patera

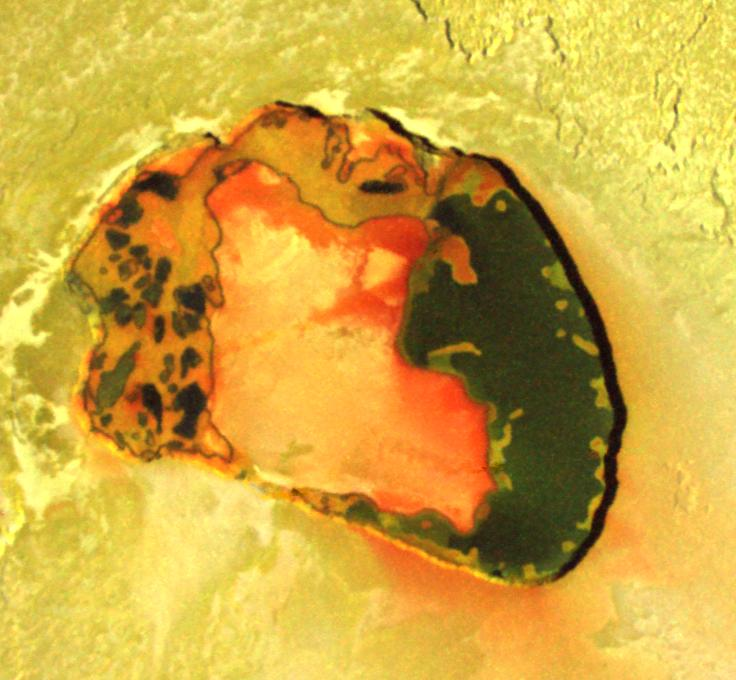
Patera Tupan, un exemple de dépression volcanique.

Les éruptions intra-patera se produisent dans des dépressions volcaniques appelées patera (terme latin signifiant en français « patère », « coupe ») qui ont généralement un fond plat délimité par des parois abruptes. Les patera ressemblent aux caldeiras terrestres mais il n'est pas déterminé si elles se forment selon le même principe, c'est-à-dire par l'effondrement d'une chambre magmatique ou par une très forte explosion du volcan. Une hypothèse suggère qu'elles sont produites grâce à l'exhumation de sill volcaniques, les laves expulsant les couches supérieures ou, au contraire, les intégrant dans le sill. Certaines patera montrent des traces d'effondrements multiples, similaires à la caldeira de l'Olympus Mons sur Mars ou à celle du Kīlauea sur Terre, ce qui suggère qu'ils pourraient se former occasionnellement comme les caldeiras volcaniques. Étant donné que le mécanisme de formation de ces structures volcaniques est encore incertain, le terme général pour les nommer reprend la forme latine employée par l'Union astronomique internationale. Contrairement à des éléments semblables sur la Terre et Mars, ces dépressions ne se trouvent généralement pas au sommet de volcans boucliers et sont plus grandes, avec un diamètre moyen de 41 kilomètres et une profondeur de 1,5 kilomètre. La plus grande dépression volcanique est la Patera Loki avec un diamètre de 202 kilomètres. Quel que soit le mécanisme de formation, la morphologie et la distribution de beaucoup de Patera suggèrent qu'elles sont structurées de telle sorte qu'au moins la moitié de leurs circonférences est délimitée par des failles ou des montagnes.

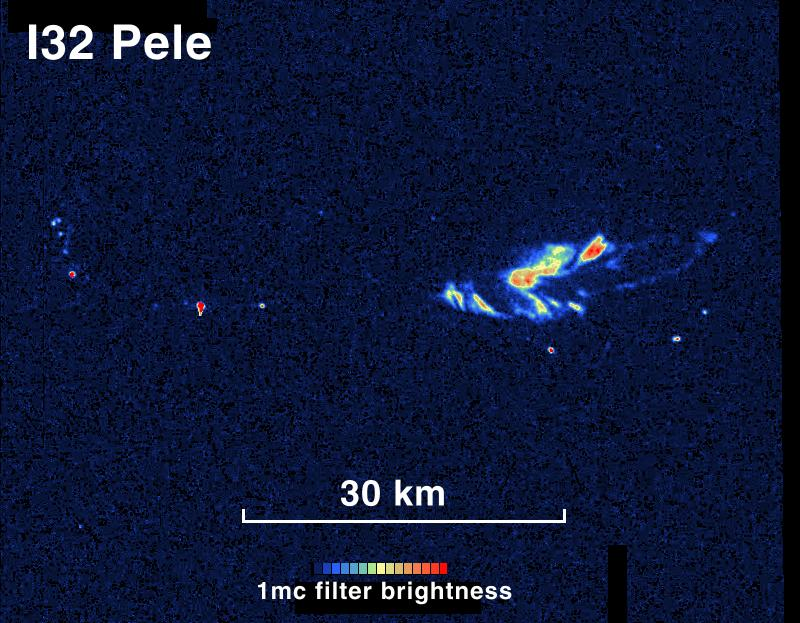
Image satellite infrarouge montrant les émissions thermiques nocturnes des laves du lac Pelé.

Ce type d'éruption peut se manifester sous la forme soit de coulées de lave qui envahissent le sol de la patera ou de lacs de lave,. À l'exception des observations faites par Galileo lors de ses sept survols rapprochés, il est, en règle générale, difficile de faire la différence entre un lac de lave et des coulées de laves issues d'une éruption sur le plancher d'une patera en raison de la ressemblance de ces émissions thermiques à des résolutions insuffisantes. Les éruptions de lave intra-patera, telles que les éruptions de la Patera Gish Bar en 2001, peuvent être aussi volumineuses que celles se déployant à travers les plaines ioniennes. Des coulées aux caractéristiques semblables ont aussi été observées dans un certain nombre de patera comme dans la Patera Camaxtli, suggérant que les coulées de lave refont surface périodiquement.
Les lacs de laves ioniens occupent des dépressions partiellement remplies de lave en fusion couverts par une mince croûte solidifiée. Ces lacs de lave sont directement reliés à une chambre magmatique située plus profondément. Les observations des émissions thermiques de plusieurs de ces lacs de lave révèlent une forte luminosité sur les bords des lacs. Cette luminosité est interprétée comme étant la présence de lave fluide et chaude en surface en raison de la rupture de la croûte solidifiée. Cette rupture survient lorsque la croûte solidifiée s'épaissit au point d'être plus dense que la lave fluide. Alourdie, la lave durcie s'enfonce dans le lac de lave, mettant la lave fluide en contact avec le milieu extérieur. Tandis que la lave durcie fond sous la chaleur, la lave fluide en surface se refroidit à son tour et se solidifie. Une fois la lave à nouveau durcie et suffisamment dense, le phénomène se répète au cours d'une nouvelle éruption. Pour certains lacs de lave comme celui de Pelé, cela se produit en continu ce qui fait de ce volcan l'une des sources lumineuses les plus intenses et l'une des plus fortes sources de chaleur dans le spectre du proche infrarouge observable sur Io. Dans d'autres sites comme sur celui de la Patera Loki, la rupture de la croûte de lave se produit plus épisodiquement ; la croûte durcie s'enfonce alors dans le lac de lave à un rythme d'un kilomètre par jour. Au cours d'une de ces éruptions, Patera Loki peut émettre jusqu'à dix fois plus de chaleur que lorsque sa croûte est stable.

### Éruptions en coulées continues

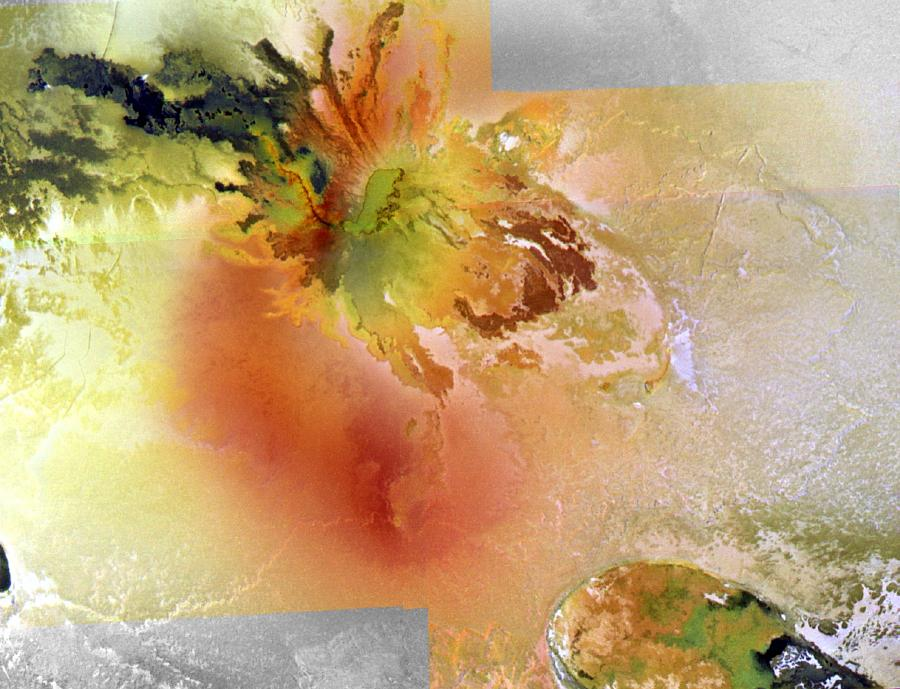
Image satellite de Patera Culann, un exemple d'éruption en flots continus.

Les éruptions en coulées continues courent sur de longues périodes et accumulent des quantités de lave sur de vastes surfaces. L'ampleur de ces coulées de lave constitue un élément de surface typique de Io. Dans ce type d'éruption, le magma émerge à la surface que ce soit depuis des bouches éruptives au fond des paterae, depuis des bouches éruptives entourant les paterae, ou encore depuis de simples fissures à même les plaines. Ces dernières produisent des renflements composés de coulées de lave similaires à celles observées au Kīlauea à Hawaï. Les images tirées de la sonde Galileo ont révélé que la plupart des principales coulées, à l'instar de celles du Prométhée et de l'Amirani, sont produites par l'accumulation de petites éruptions recouvrant des coulées plus anciennes. Les éruptions en coulées continues diffèrent des éruptions explosives de par leur longévité et de par la quantité d'énergie dégagée au cours du temps. Elles s'écoulent à un taux généralement stable et elles peuvent durer des années voire des décennies.
Des champs d'écoulement actifs de plus de 300 kilomètres de longueur ont été observés sur Io à Amirani et Masubi. Un champ de lave relativement inactif nommé Lei-Kung Fluctus couvre plus de 125 000 km2, autant que l'île de Java. L'épaisseur des champs d'écoulement n'a pas été déterminée par Galileo mais les éruptions individuelles à leur surface sont susceptibles d'être d'une épaisseur d'un mètre. Dans de nombreux cas, des poussées de lave déclenchent des coulées sur la surface à des dizaines d'endroits sur des centaines de kilomètres autour de la bouche éruptive. Peu d'émissions thermiques sont cependant observées entre la bouche éruptive et les zones où la lave émerge. Ceci suggère que les coulées de lave circulent depuis la source jusqu'à leurs points d'éruptions par des tubes de lave.
Bien qu'elles aient généralement un débit constant, d'importantes variations ont parfois été observées dans ces éruptions en coulées continues. Par exemple, le bord d'attaque du champ d'écoulement du Prométhée avait progressé de 20 kilomètres entre les observations faites par les missions Voyager en 1979 et Galileo en 1996. Moins spectaculaires que les éruptions explosives, les champs d'écoulement des éruptions en coulées continues ont néanmoins un débit moyen largement plus important que celui qui est observé dans des conditions similaires sur Terre. La mission Galileo a par exemple observé que la superficie recouverte par les champs de laves autour du Prométhée et Amiraniun augmente au rythme de 35 m2s-1 à 60 m2s-1. Ce taux d'expansion est bien plus élevé que les 0,6 m2s-1 du Kīlauea sur Terre.

### Éruptions explosives

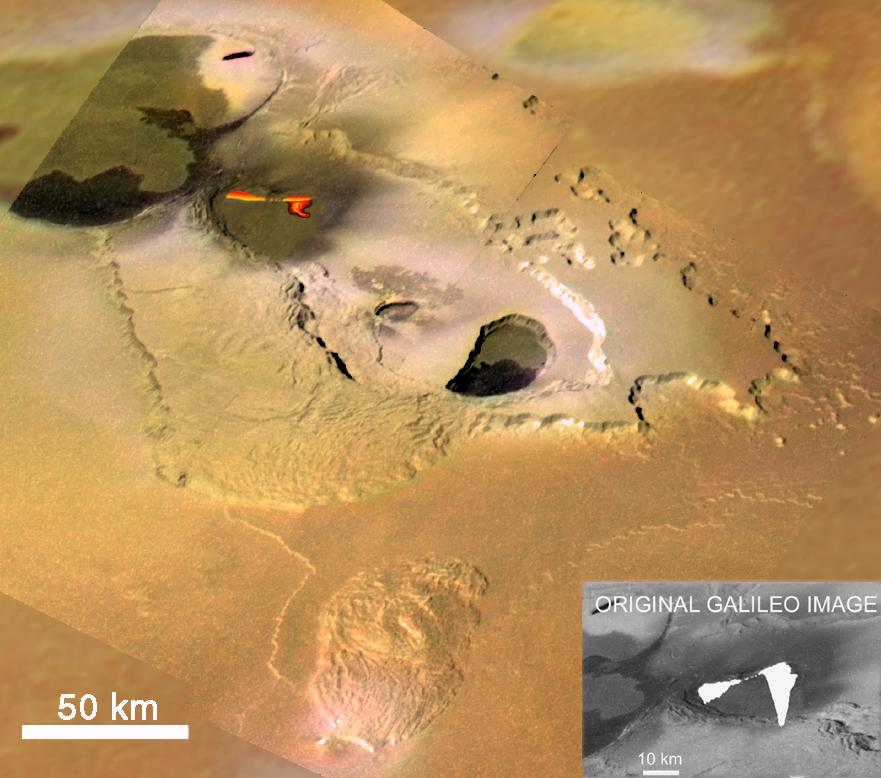
Image satellite de Galileo montrant les coulées et les fontaines de lave de Paterae Tvashtar en 1999.

Les éruptions explosives sont les plus spectaculaires. Ces éruptions, parfois appelées outburst lorsqu'elles sont observées depuis la Terre, sont caractérisées par leur courte durée (comptée en semaines ou en mois), leur apparition rapide, la grande quantité de matière qu'elles expulsent et par une émission finale de lave à haute température. Elles conduisent à une augmentation significative, mais de courte durée, de la luminosité globale de Io dans le proche infrarouge. L'éruption volcanique la plus puissante observée par les astronomes à ce jour, depuis la Terre, fut une éruption explosive de Surt le 22 février 2001.
Les éruptions explosives sont produites lorsqu'un dyke, une masse de magma issue des profondeurs du manteau partiellement fondu, atteint la surface via une fissure. Cela engendre des fontaines de lave. Durant le début d'une éruption explosive, l'émission thermique est dominée par de fortes radiations infrarouges de 1 à 3 μm. Cela est dû à l'importante coulée de lave initiale, fraichement expulsée de la fontaine. Les outburst de Tvashtar en novembre 1999 et février 2007 centrées autour d'une patera de 25 kilomètres de longueur ont produit un rideau de lave d'un kilomètre de hauteur et une petite patera imbriquée dans le grand complexe volcanique,.
Les grandes quantités de lave en fusion exposées par ces fontaines de laves ont offert aux chercheurs leur meilleure opportunité d'établir avec précision la température exacte des laves ioniennes. Les températures de ces éruptions sont caractéristiques de laves ultramafiques similaires aux komatiites du Précambrien (environ 1 600 K/1 327 °C). Cependant ces températures pourraient être atteintes par d'autres matériaux magmatiques par des mécanismes de surchauffe du magma lors de la remontée à la surface.
Ces températures de 1 600 K suggèrent que les laves ultramafiques dont la composition est similaire à celle des komatiites du Précambrien sur Terre, sont les plus fréquentes. Une autre hypothèse peut cependant expliquer une température anormalement élevée d'un magma de composition plus conventionnelle. Lors de sa remontée, la lave pourrait être compressée par les forces de marées et cette surpression engendrerait alors la température d'éruption anormalement élevée qui a été observée.

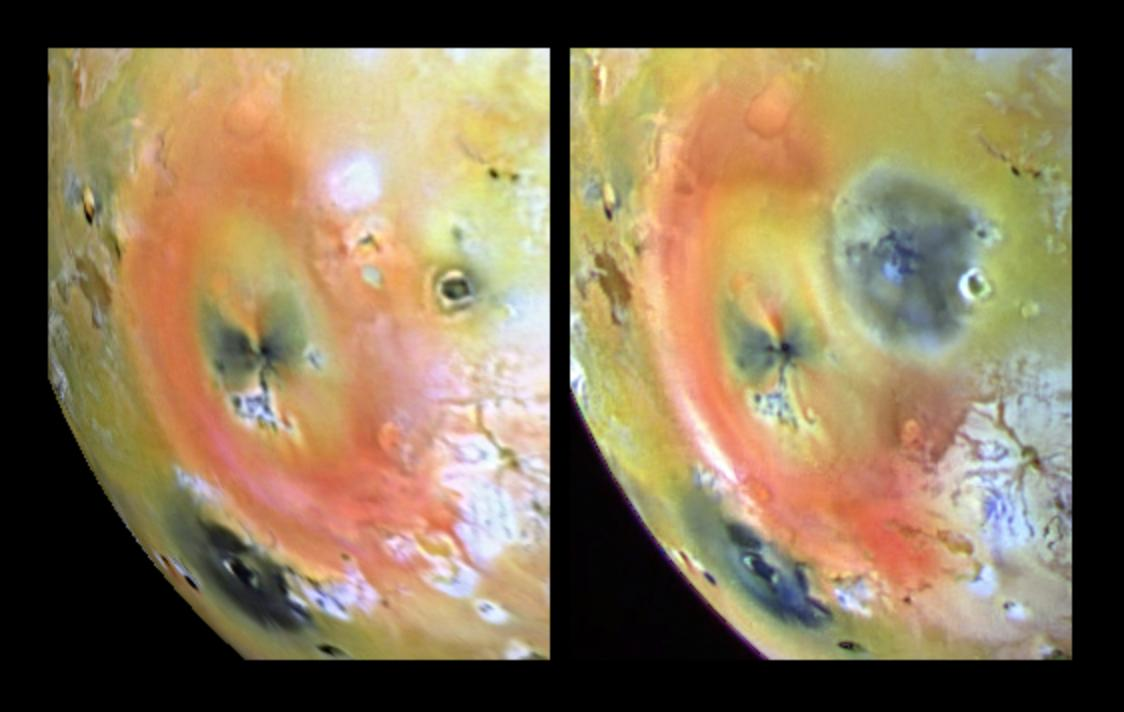
Deux images satellites de la mission Galileo montrant les effets d'une éruption explosive dans Pillan Patera en 1997.

Bien que les éruptions les plus explosives puissent durer seulement quelques jours, voire une semaine, une éruption explosive « classique » peut continuer pendant des semaines, voire des mois, et ainsi produire de volumineuses coulées de lave de silicate. Une éruption majeure a eu lieu en 1997 à partir d'une fissure au nord-ouest de Pillan Patera. Elle a produit plus de 31 km3 de lave fraiche sur une période de deux mois et demi à cinq mois et demi. Finalement cette lave a entièrement recouvert le sol de Pillan Patera. Les observations de la mission Galileo suggèrent que le taux moyen d'extension des laves de Pillan Patera fut compris entre 1 000 et 3 000 m2/s durant l'éruption de 1997. L'épaisseur de cette coulée de lave était de dix mètres, ce qui reste exceptionnel comparé au seul mètre de flots extrait des surfaces boursouflées du Prométhée et de l'Amirani. De la même façon, des flots de lave ont été observés par Galileo à Thor en 2001. De tels débits de lave ont pu être observés, sur Terre, en Islande lors de l'éruption du Laki en 1783.
Les éruptions explosives peuvent produire des changements spectaculaires (mais souvent de courte durée) de l'étendue environnant le site de l'éruption. Il peut par exemple s'agir de grands dépôts pyroclastiques produits dans le panache de gaz exsolvés des fontaines de lave,. L'éruption de Pillan Patera de 1997 a produit un dépôt sombre de silicate et de dioxyde de soufre lumineux sur un rayon de 400 kilomètres aux alentours. Les éruptions de Tvashtar en 2000 et 2007 ont généré un panache qui est monté à plus de 330 kilomètres et qui a déposé un anneau rouge de soufre et dioxyde de soufre à 1 200 kilomètres à la ronde. Malgré les étonnantes apparitions de ces matériaux en surface, sans réapprovisionnement continu, le sol ionien revient souvent à son aspect initial en quelques mois (dans le cas de la Patera Grian), voire quelques années (dans le cas de Pillan Patera), couleur résultant des autres activités de surface, et principalement des panaches.
L'analyse des données envoyées par la sonde Galileo a permis de dévoiler le caractère strombolien d'une éruption observée sur Marduk Fluctus,.

## Panaches volcaniques

Séquence d'images satellites de New Horizons montrant le volcan Tvashtar de Io éjectant de la matière à plus de 300 kilomètres de la surface.

La découverte des panaches volcaniques des patera Pele et Loki en 1979 a fourni des preuves concluantes de l'activité géologique de Io. En général, les panaches se forment lorsque le soufre et le dioxyde de soufre sont éjectés vers le ciel par les volcans à des vitesses atteignant un kilomètre par seconde. Ces panaches créaient des nuages de gaz et de poussières volatiles en forme de parapluie. Certains composés additionnels, notamment le sodium, le potassium et le chlore, pourraient y être présents,. Bien qu'impressionnants, les panaches volcaniques sont en fait relativement rares. Ils n'ont été constatés que sur quelques dizaines des 150 volcans en activité qui ont été observés,. Les cratères d'impact étant absents de la surface de Io, les retombées des panaches volcaniques auraient recouvert ceux qui ne l'ont pas été par les coulées de lave, ces dernières ne couvrant pas toute la superficie de la lune.
Le type le plus commun de panache volcanique observé sont les panaches dits de type Prométhée. Ils sont formés de poussières soufflées par la différence thermique lorsque des coulées de laves incandescentes se déversent sur du dioxyde de soufre gelé en surface. Le contraste thermique vaporise les matériaux et les projette dans les cieux. Les exemples de panaches de type Prométhée incluraient ceux des volcans Prométhée, Amirani, Zamama, et Masubi. Cela ne s'élève alors normalement pas au-delà de 100 kilomètres avec des éruptions qui projettent la matière à une vitesse moyenne de 0,5 km/s. Les panaches de type Prométhée sont riches en poussières avec un cœur dense surmonté d'une voûte formant une onde de choc, ce qui donne à l'ensemble l'aspect d'un parapluie. Ils forment des dépôts circulaires lumineux, d'un rayon de 100  à   250 kilomètres essentiellement composés de dioxyde de soufre gelé. Les éruptions de ces volcans sont en flot continu et s'étendent sur de vastes surfaces, renouvelant sans cesse le matériau projeté en l'air. Cela explique la longévité du phénomène observé. Quatre des six panaches de type Prométhée observés par la sonde Voyager 1 en 1979 furent aussi observés par les missions Galileo et New Horizons en 2007,. Les panaches de poussière peuvent être facilement observés dans les lumières du spectre visible. Cependant, différents panaches de type Prométhée ont un halo supérieur difficile à voir car plus riche en gaz et, en conséquence, plus ténu.
Les plus grands panaches de Io, du type de celui de Pelé, sont créés quand le soufre et le dioxyde de soufre s'échappent, sous forme de gaz. Ces composés chimiques proviennent du magma volcanique en éruption, des bouches éruptives ou des lacs de lave, et transportent avec eux des éjectas de silicates pyroclastiques. Les quelques panaches de ce type qui ont pu être observés sont la conséquence d'éruptions explosives qui, par essence, sont imprévisibles et éphémères. Le volcan Pele déroge cependant à ce dernier point. Son panache, bien qu'intermittent, est lié à la présence d'un lac de lave permanent. Les particules éjectées à de grandes vitesses qui atteignent 1 km/s sont celles rejetées par les bouches éruptives où règnent les températures et les pressions les plus élevées. Les éjectas s'élèvent alors à des hauteurs comprises entre 300  et   500 kilomètres.
Ils forment des dépôts rouges, composés de courtes chaînes de soufre, et noirs, composés de silicate pyroclastiques, entourés d'un large anneau rouge de 1 000 kilomètres composé lui aussi de soufre. Généralement, les panaches du type Pelé sont plus pâles que les panaches de type Prométhée en raison de la faible teneur en poussières. Aussi sont-ils qualifiés de « panaches furtifs ». Ils sont même parfois visibles seulement lorsque Io est dans l'ombre de Jupiter ou encore seulement dans le spectre de l'ultraviolet. Les petites poussières, qui sont observées dans les images du spectre visible, sont générées quand le soufre et le dioxyde de soufre se condensent alors que le gaz atteint le sommet de sa trajectoire balistique. C'est pourquoi on n'observe pas le tronc central sur ces panaches, tronc caractéristique des formes en parapluie des éruptions de type Prométhée. Ici les poussières ne sont pas éjectées à la source de l'éruption, elles sont formées au sommet de l'éjecta. Des exemples de panaches de type Pelé ont été observés à Pélé, Tvashtar et Grian.